# Vasastaden

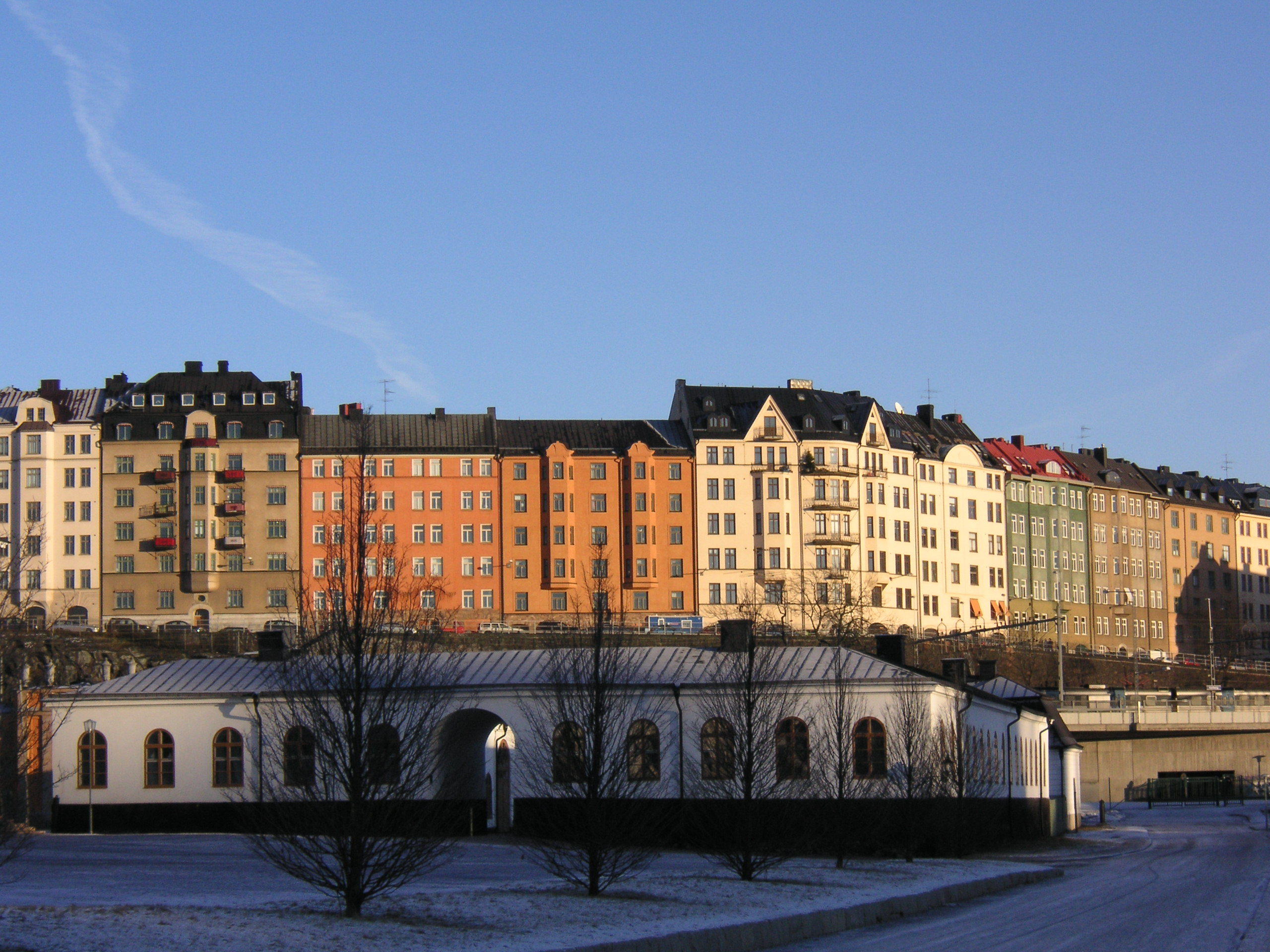
Vasastaden

Vasastaden, of Vasastan, is een wijk in het stadsdeel Norrmalm in Stockholm. De wijk is 3.00 km² groot en heeft 51.661 inwoners. Daarmee is het ook het op een na dichtstbevolkte district van Stockholm: er wonen 17.220 mensen per km². De wijk werd in 1926 gesticht.
- Astrid Lindgren woonde 60 jaar lang op Dalagatan, met zicht op Vasaparken.

## Bezienswaardigheden
- Openbare Bibliotheek van Stockholm
- Odenplan
- Vasaparken
- Vanadislunden
- Observatorielunden